# クレメネツィ (テルノーピリ州)
座標: 北緯50度06分29秒 東経25度43分39秒 / 北緯50.1081度 東経25.7275度

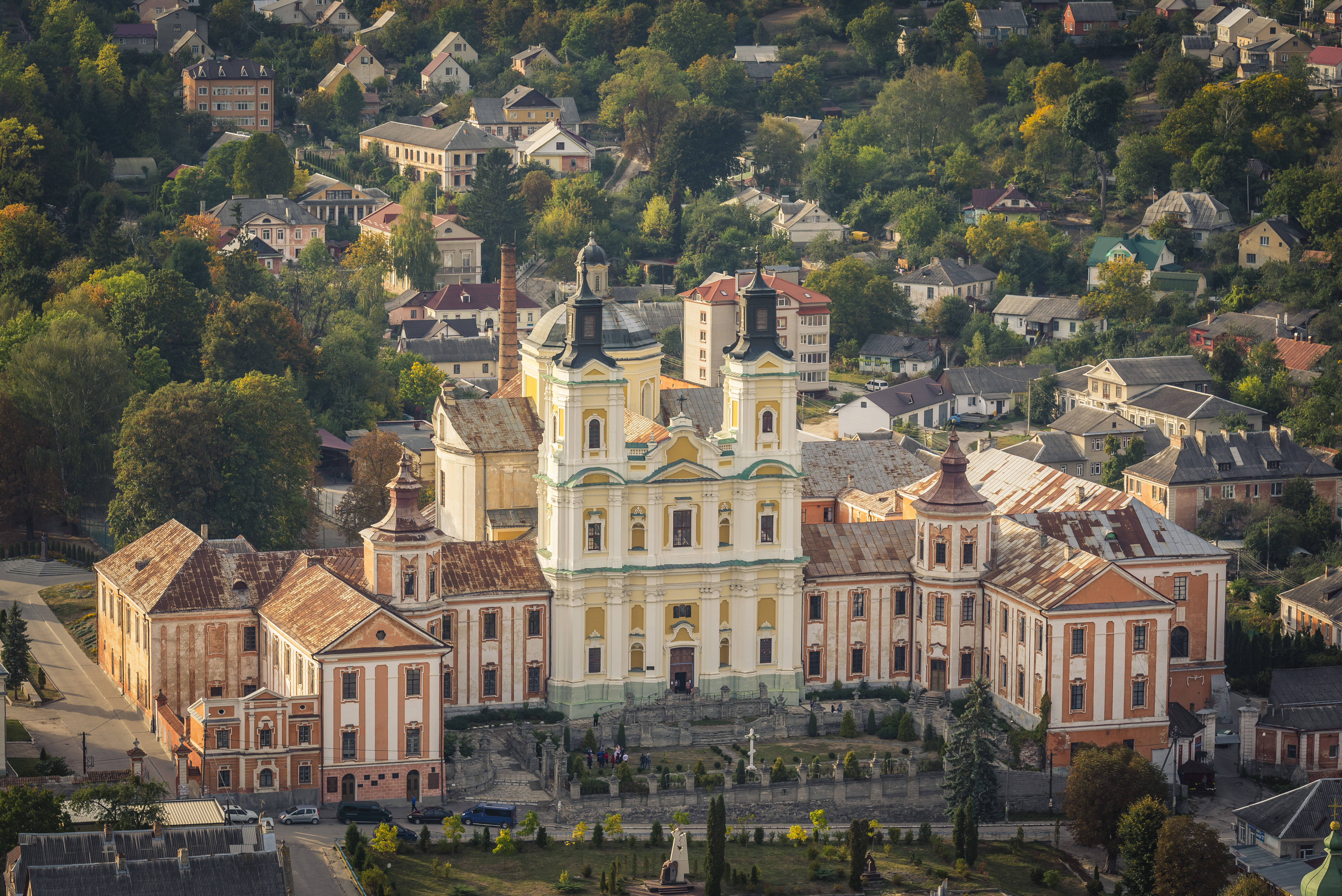

クレメネツィ（ウクライナ語: Кременець）はウクライナ・テルノーピリ州クレメネツィ地区(ru)の市（Місто）である。2001年ウクライナ国勢調査における人口は21880人。

## 地理
イクヴァ川(ru)の支流のイルヴァ川に面している。市内をM19号線（欧州自動車道路E85号線の一部）が通る。